# Emo Welzl
Emmerich (Emo) Welzl (Linz, 4 de agosto de 1958) é um cientista da computação austríaco, conhecido por suas pesquisas sobre geometria computacional. É professor do Institute for Theoretical Computer Science do Instituto Federal de Tecnologia de Zurique (ETH Zurich).

## Biografia
Estudou na Universidade Tecnológica de Graz, onde obteve um diploma em matemática aplicada em 1981 e um doutorado em 1983, orientado por Hermann Maurer. Após estudos de pós-doutorado na Universidade de Leiden, foi professor da Universidade Livre de Berlim em 1987 com a idade de 28 anos, sendo então o mais jovem professor na Alemanha. Foi desde 1996 professor de ciência da computação do Instituto Federal de Tecnologia de Zurique (ETH Zurich).

## Prêmios e honrarias
Welzl recebeu o Prêmio Gottfried Wilhelm Leibniz de 1995. Foi eleito membro da Association for Computing Machinery em 1998, membro da Academia Leopoldina em 2005, da Academia Europaea em 2006 e da Academia das Ciências de Berlim em 2007.